# Lucas Hamilton
Lucas Hamilton (født 12. februar 1996 i Ararat) er en cykelrytter fra Australien, der er på kontrakt hos Ineos Grenadiers.

## Karriere
I 2018 kom Hamilton på UCI World Touren, da han rykkede fra Mitchelton-Scotts kontinentalhold til WorldTour-mandskabet.